# Marcel Hamel
Pour les articles homonymes, voir Hamel.
Marcel Hamel, pseudonyme de Marcel Martin, est un peintre et collagiste français, né le 4 février 1933 à Boissy-Saint-Léger (Val-de-Marne), et mort le 4 avril 2009 aux Sables-d’Olonne (Vendée).

## Biographie
Marcel Hamel est en 1950 élève de l'École nationale supérieure des beaux-arts, puis de l'Académie Julian à Paris.
Il vécut successivement au no 20 avenue du Clos-de-la-Vigne à Férolles-Attilly (Seine-et-Marne) et aux Sables-d'Olonne.

## Réception critique
- « Les "phares" de ce peintre de 56 ans : Rembrandt, Cézanne, Picasso. La ligne est sûre, la construction rigoureuse, la couleur chaleureuse et vivement contrastée dans ses abstractions d'une puissance gestuelle bien contrôlée suggérant des arbres et des plages, des tempêtes, des arbres en forêt. » - Gérald Schurr[2]
- « Sa peinture, vivement colorée, applique à l'imaginaire de la figuration certains styles picturaux : le cubisme, le cubo-expressionnisme de Picasso, l'abstraction lyrique. » - Dictionnaire Bénézit[3]

## Œuvres dans les collections publiques
- Laon, musée d'art et d'archéologie.
- Melun, hôtel de la Vicomté.
- Orly, aéroport de Paris-Orly.

## Expositions

### Personnelles
- Société Excel Print, Paris, 1978.
- Galerie Dauphine, Paris, 1980.
- Galerie d'Orly-Ouest, Paris, 1987.
- Claude Robert, commissaire-priseur à Paris, Vente de l'atelier Marcel Hamel, Hôtel Drouot, Paris, lundi 10 avril 1989[4].
- Marcel Hamel - Chair de vie, Galerie Libersa, 91 rue Saint-Honoré, Paris, novembre-décembre 1989[2].
- Galerie Arches et Toiles, Paris, 1990, 1992.
- Galerie Arts et Loisirs, Challans, 1990.
- Centre Culturel du Mans, 1990.
- Marcel Hamel, trente ans de peinture, Centre Paul-Gauguin, Pont-Aven, 1990.
- Hall de la B.N.P., Les Sables-d'Olonne, 1991.
- Marcel Hamel - Dessins, Londres, 1996.
- Prieuré Saint-Nicolas, Les Sables-d'Olonne, 1999.
- Marcel Hamel - Gravures et monotypes, Hôtel de ville, Les Sables-d'Olonne, 2001.
- Marcel Hamel - Peintures, gravures, dessins, Casino des Atlantes, Les Sables-d'Olonne, 2002.
- Marcel Hamel - 1989-2009: vingt ans de peinture aux Sables-d'Olonne, rétrospective-hommage, Mairie des Sables-d'Olonne, 2011.

### Collectives
- Galerie Cimaise, Paris, 1964.
- Salon des indépendants, Paris, 1965, 1966, 1968, 1982.
- Salon des surindépendants, Paris, 1967, 1982, 1983.
- Biennale d'Ancône, 1967.
- Galerie Ducroux, Paris, 1981.
- Salon Europ'Arts, Nancy, Angoulême, 1982.
- Salon international de Charleroi, 1982.
- Salon de Vittel, 1982.
- Galerie La Mandragore, Paris, 1983.
- Centre international d'art contemporain, Paris, 1984.
- Salon d'automne, Paris, 1984.
- Salon de Mai, Paris, 1985.
- Hôtel de la Vicomté, Melun, 1985.
- Galerie d'art d'Orly-Sud, 1986, 1988, 1989.
- Galerie Hautefeuille, Paris, 1986.
- Aéroport de Madrid, 1987.
- Salon de La Ferté-Bernard, 1989.
- Art en liberté, Les Sables-d'Olonne, 1990.
- Galerie Art Cadres, Les Sables-d'Olonne, 1990.
- Galerie L'Affiche, Les Sables d'Olonne, 1991, 1992.
- Les Têtes de l'Art, Les Herbiers, 1992.
- Artistica, La Roche-sur-Yon, 1992.
- Château Saint-Clair, Les Sables d'Olonne, 1993.
- Galerie Le Rayon vert, Nantes, 1994.
- Assemblée nationale, Paris, 1994.
- Galerie Peinture fraîche, Paris, 1995.

## Récompenses
- Prix d'aquarelle de la Biennale d'Ancöne, 1967.
- Prix de peinture de la ville de Charleroi, 1967.